# يونغ كارتر
يونغ كارتر (بالإنجليزية: Yung Carter)‏ هو مهندس الصوت ومنتج أسطوانات وملحن أمريكي، ولد في 8 يوليو 1992 في أندرسون في الولايات المتحدة.